# Francesco Chiaramonte
Francesco Chiaramonte (Pietraperzia, 11 aprile 1906 – Treviso, 15 giugno 1984) è stato un aviatore italiano.

## Biografia

### Infanzia
Francesco Chiaramonte nacque a Pietraperzia l'11 aprile 1906. Da bambino frequentò le scuole elementari e la scuola tecnica, dove si fermò al conseguimento della seconda classe.

### Arruolamento in Aeronautica
Nel 1926 si arruolò nella Regia Aeronautica e diventò marconista a seguito del corso svolto alla scuola specialisti di Roma, caserma Cavour.
Si spostò a fare servizio radiotelegrafico nelle stazioni radio degli aeroporti di Padova (1927), Bologna (1927), Spezia (1928) e Sesto Calende (1929).
Nel 1930 partecipò alle Manovre Aero Navali svolgentisi nel Tirreno con il 91º gruppo Bombardamento Marittimo - 170ª Squadriglia Bombardamento Marittimo di Cadimare (La Spezia).
Nel 1931 passò a svolgere servizio radiotelegrafico a bordo degli aeroplani al 7º Stormo Bombardamento Notturno – 15ª Squadriglia Bombardamento Notturno a Lonate Pozzolo, con cui prese parte alle prime grandi manovre dell'armata aerea nel 1931.

### La seconda trasvolata Atlantica
Nel 1932 entrò nella scuola N.A.D.A.M. (Navigazione Aerea d'Alto Mare) di Orbetello e fu selezionato per partecipare alla Crociera Aerea del Decennale con Italo Balbo, all'interno dell'idrovolante I-RECA, comandato dal capitano Enea Recagno.
Compì l'intera impresa, dal 1º luglio 1933 al 15 agosto 1933., e fu decorato con la medaglia d'argento al valore aeronautico.

### Il servizio radiotelegrafico di bordo
A fine 1933 passò a prestare servizio telegrafico a bordo degli aeroplani al 30º Stormo Bombardamento Marittimo - 194ª Squadriglia Bombardamento Marittimo a Pola, poi nel 1934 allo Stormo Sperimentale da Bombardamento Marittimo – 1ª Squadriglia di Orbetello, poi nel 1937 al 34º Stormo Bombardamento Terrestre – 216ª Squadriglia Bombardamento Terrestre, prima a Catania e poi a Comiso.

### Africa Orientale Italiana e seconda guerra mondiale
Nel 1939 fu trasferito in Africa Orientale Italiana, prima all'aeroporto di Gura (Eritrea), poi a Iavello (Etiopia) al reparto servizi, poi a Rocca Littorio (Somalia) nella stazione meteorologica, poi all'aeroporto di Neghelli (Etiopia) come capo del centro Radio Telegrafico Meteorologico, e dove prestò anche servizio all’ufficio Cifra, poi all'aeroporto di Sciasciamanna, ed infine all'aeroporto di Gimma, dove cadde prigioniero degli inglesi il 21 giugno 1941.
Girò vari campi di prigionia in Kenya e in Uganda, prima a Naivasha (camp 352), poi a Jinja (camp 366), poi a Londiani (camp 365), poi a Kilindini (camp 366). Venne spostato in Sudafrica nei campi di prigionia prima a Pietermaritzburg e poi a Zonderwater.
Fu liberato e tornò in Italia il 31 gennaio 1947, dopo 5 anni e mezzo di prigionia.

### Dopoguerra
Venne assegnato all'aeroporto di Campoformido prima, e poi al 51º Stormo, prima a Treviso e poi a Istrana (TV).
Morì a Treviso il 15 giugno 1984.